# Stremen (uho)
Stremen (lat. stapes) slušna je koščica u srednjem uhu. Sastoji se od glave stremena (lat. caput stapedius), prednjeg kraka stremena (lat. crus anterius) i stražnjeg kraka stremena (lat. crus posterius) te baze stremena (lat. basis stapedius). Glavica je uzglobljena s nakovnjem, a bazom stremena zatvoren je ovalni prozorčić prema unutarnjem uhu. 